# Raveo
Raveo là một đô thị ở tỉnh Udine trong vùng Friuli-Venezia Giulia thuộc Ý, có cự ly khoảng 110 km về phía tây bắc của Trieste và khoảng 50 km về phía tây bắc của Udine. Tại thời điểm ngày 31 tháng 12 năm 2004, đô thị này có dân số 486 người và diện tích là 12,7 km².
Đô thị Raveo có các frazione (đơn vị cấp dưới) Esemon di Sopra.
Raveo giáp các đô thị: Enemonzo, Lauco, Ovaro, Socchieve, Villa Santina.